# Syndrome de Johanson-Blizzard
 Mise en garde médicale
Le syndrome de Johanson-Blizzard est une maladie génétique rare à transmission autosomique récessive décrite pour la première fois en 1971.

## Clinique
Dans sa forme complète, le diagnostic est aisé.
Le tableau clinique réunit :
- une petite taille ;
- une aplasie des ailes du nez ;
- une surdité bilatérale ;
- des malformations dentaires ;
- une aplasie du cuir chevelu
- des malformations anorectales ;
- une insuffisance pancréatique exocrine,

et très souvent un déficit intellectuel.
Dans leur article original, Johanson et Blizzard décrivaient de plus une fréquence accrue d'hypothyroïdies.

## Génétique
On note une mutation du gène UBR1, ubiquitin-protein ligase E3 component N-recognin 1,. Ce gène est situé sur le bras long du chromosome 15, locus 15q15-q21.1 et il joue un rôle important dans le développement et la survie des cellules acineuses du pancréas. Son absence se traduit par un insuffisance pancréatique exocrine, les acini glandulaires subissant une dégénérescence graisseuse dès la vie utérine.

## Traitement
Il n'existe pas de traitement pour le syndrome de Johanson–Blizzard. Cependant, certains symptômes et attributs de cette maladie peuvent être soulagés. 
L'insuffisance pancréatique peut être traitée avec une thérapie de remplacement des enzymes. Les déformations craniofaciale et squelettique peuvent donner lieu à une correction chirurgicale. La perte d'audition peut être prise en charge grâce à l'utilisation d'aides auditives et de services éducatifs spécialisés pour les porteurs de handicap auditif. 